# ソングス・オブ・サレンダー (U2のアルバム)
『ソングス・オブ・サレンダー』 (Songs of Surrender）は、アイルランドのロックバンド U2が制作した再録音アルバム。
2023年3月17日にリリースされた。

## 概要
グループの過去の作品から再録音および歌詞変更を含めた再解釈したバージョンで構成され、その多くは簡素化されたアコースティックアレンジになっている。
16曲入りスタンダードエディション、20曲入デラックスエディション、スーパー・デラックス・コレクターズ・エディション（10曲ずつ各メンバー名義のディスクに収録）の形態で発売されている。

## 収録曲
スーパー・デラックス・コレクターズ・エディション

### CD1 - THE EDGE ジ・エッジ
1　ワン　One
2　ホエア･ザ･ストリーツ･ハヴ･ノー･ネイム（約束の地）　Where The Streets Have No Name
3　ストーリーズ・フォー・ボーイズ　Stories For Boys
4　11オクロック・ティック・タック　11 O'Clock Tick Tock
5　アウト・オブ・コントロール　Out Of Control
6　ビューティフル・デイ　Beautiful Day
7　バッド　Bad
8　エヴリ・ブレイキング・ウェイブ　Every Breaking Wave
9　ウォーク・オン（ウクライナ）　Walk On (Ukraine)
10　プライド　Pride (In The Name Of Love)

### CD2 - LARRY ラリー
1　ワイルド・ホーシズ　Who's Gonna Ride Your Wild Horses
2　ゲット・アウト・オブ・ユア・オウン・ウェイ　Get Out Of Your Own Way
3　スタック・イン・ア・モーメント　Stuck In A Moment You Can't Get Out Of
4　レッド・ヒル・マイニング・タウン　Red Hill Mining Town
5　オーディナリー・ラヴ　Ordinary Love
6　サムタイムズ・ユー・キャント・メイク・イット・オン・ユア・オウン　Sometimes You Can't Make It On Your Own
7　インヴィジブル　Invisible
8　ダーティ・デイ　Dirty Day
9　ザ・ミラクル（オブ・ジョーイ・ラモーン）　The Miracle (Of Joey Ramone)
10　シティ・オブ・ブラインディング・ライツ　City Of Blinding Lights

### CD3 - ADAM アダム
1　ヴァーティゴ　Vertigo
2　アイ･スティル･ハヴント･ファウンド･ホワット･アイム･ルッキング･フォー（終りなき旅）　I Still Haven't Found What I'm Looking For
3　エレクトリカル・ストーム　Electrical Storm
4　ザ・フライ　The Fly
5　イフ・ゴッド・ウィル・センド・ヒズ・エンジェルス　If God Will Send His Angels
6　ディザイアー　Desire
7　夢の涯てまでも　Until The End Of The World
8　ソング・フォー・サムワン　Song For Someone
9　オール・アイ・ウォント・イズ・ユー　All I Want Is You
10　ピース・オン・アース　Peace On Earth

### CD4 - BONO ボノ
1　ウィズ・オア・ウィズアウト・ユー　With Or Without You
2　ステイ（ファラウェイ、ソー・クロース！）　Stay (Faraway, So Close!)
3　サンデイ・ブラッディ・サンデイ　Sunday Bloody Sunday
4　ライツ・オブ・ホーム　Lights Of Home
5　シダーウッド・ロード　Cedarwood Road
6　アイ・ウィル・フォロー　I Will Follow
7　トゥー・ハーツ・ビート・アズ・ワン　Two Hearts Beat As One
8　ミラクル・ドラッグ　Miracle Drug
9　ザ・リトル・シングス・ザット・ギヴ・ユー・アウェイ　The Little Things That Give You Away
10　40